# Shattered - Gioco mortale
Shattered - Gioco mortale, conosciuto anche con il titolo Shattered - Lucida vendetta (Butterfly on a Wheel), è un film thriller del 2007 diretto da Mike Barker e con protagonisti Pierce Brosnan, Maria Bello e Gerard Butler.
Il titolo originale del film (letteralmente Una farfalla su una ruota) allude a una frase della Epistle to Dr Arbuthnot di Alexander Pope: "Who breaks a butterfly upon a wheel?", "Chi schiaccia una farfalla su una ruota?". La frase è solitamente interpretata come il chiedersi perché qualcuno possa fare uno sforzo enorme per raggiungere qualcosa di minore o nessuna importanza. o per definire una forma di punizione spropositata all'entità della colpa commessa, traduzione che pare appunto appropriata sulla base della trama del film stesso.

## Trama
Neil Randall e sua moglie Abby hanno una vita apparentemente perfetta a Chicago. Vivono tranquillamente insieme alla loro piccola bella figlia, Sophie, fino al rapimento improvviso di quest'ultima. Neil e Abby non hanno altra scelta che assecondare le richieste del rapitore, Tom Ryan, un sociopatico freddo e calcolatore, che prende il controllo delle loro vite con la brutale efficienza di chi non ha niente da perdere. La vita tranquilla di Neil e Abby viene stravolta in un batter d'occhio. È subito chiaro che le richieste di Ryan sono le più terribili perché non vuole il loro denaro. Quello che vuole è distruggere pezzo per pezzo la vita che Neil e Abby hanno costruito in oltre dieci anni. Mentre il tempo corre contro la loro piccola bimba, Neil e Abby capiscono che l'incubo, reale, è solo all'inizio. Nelle successive 24 ore sono alla mercé di un uomo che vuole una cosa sola: che loro eseguano la sua volontà. Fino a dove si dovranno spingere per salvare la vita di Sophie? Prima devono prelevare denaro dal loro conto, denaro che Tom brucia e getta fuori dal finestrino dell'auto. Poi devono riuscire a trovare 300 dollari entro qualche ora, in una zona della città dove non conoscono nessuno. Per trovarli, Abby impegna un braccialetto e Neil il suo orologio. Dopo di che, viene richiesto loro di consegnare una busta in un certo posto entro venti minuti, ma Tom rivela a Neil che la busta contiene dettagli imbarazzanti sul lavoro di quest'ultimo, e che se verrà recapitata lo porterà in rovina. Il gioco crudele va avanti: i genitori tentano di recuperare Sophie dall'hotel dove pensano sia custodita, solo per essere scoperti da Tom che si vendica facendo spogliare Abby di fronte al marito.
Il mistero viene svelato nei minuti finali: la moglie di Tom (Judy) è la segretaria di Neil e i due hanno una relazione che Tom ha scoperto. Quel giorno Neil e Judy avrebbero dovuto incontrarsi, inscenando un finto incontro con un superiore, ciò ha dato l'innesto alla vendetta di Tom. Terminato lo scontro tra Tom e Neil, quest'ultimo torna da Abby che non ha visto nulla. Sulla via del ritorno, Neil mente a Abby dicendole che un collega era l'amante di Judy, che Tom aveva scambiato Neil per quell'uomo e che questa sarebbe stata la ragione per cui Tom li ha tormentati per tutta la giornata. Abby alla fine rivela tutto a Neil: che la loro figlia non è stata rapita, che lei sa della sua relazione con Judy, e che ha pianificato tutto assieme a Tom, con il quale ha recitato per vendicarsi del dolore che ha dovuto sopportare.

## Produzione
Pierce Brosnan ha firmato per la parte verso la fine del 2005. Maria Bello e Gerard Butler si sono uniti alla produzione il 19 gennaio 2006.
Le riprese del film sono iniziate nel febbraio 2006 e sono terminate il maggio successivo. Le riprese si sono svolte a Vancouver con gli esterni di Chicago e la produzione si è poi spostata in Inghilterra per la post-produzione. Le riprese si sono svolte anche a Los Angeles.